# Her Sister's Secret
Her Sister's Secret is een Amerikaanse dramafilm uit 1946 onder regie van Edgar G. Ulmer. De film werd destijds uitgebracht onder de titel Het geheim van Toni DuBois.

## Verhaal
Toni DuBois leert de soldaat Dick Connolly kennen tijdens het carnavalsfeest in New Orleans. Ze worden verliefd en willen trouwen. Dick wordt echter opgeroepen om te gaan vechten in de oorlog. Door een misverstand denkt de inmiddels zwangere Toni dat Dick haar in de steek heeft gelaten. Ze staat haar zoontje af aan haar getrouwde zus, die zelf geen kinderen kan krijgen. Drie jaar later wil Toni haar kind terug.

## Rolverdeling
| Acteur              | Personage           |
| ------------------- | ------------------- |
| Nancy Coleman       | Toni DuBois         |
| Margaret Lindsay    | Renee DuBois Gordon |
| Phillip Reed        | Dick Connolly       |
| Felix Bressart      | Pepe                |
| Regis Toomey        | Bill Gordon         |
| Henry Stephenson    | Mijnheer Dubois     |
| Fritz Feld          | Wijnverkoper        |
| Winston Severn      | Billy Gordon        |
| George Meeker       | Guy                 |
| Helene Heigh        | Etta                |
| Frances E. Williams | Mathilda            |